# Who Came First
Who Came First je první sólové studiové album anglického hudebníka Petea Townshenda. Vydáno bylo v říjnu roku 1972 společností Track Records a jeho producentem byl sám Townshend. Ten rovněž nahrál většinu nástrojů. V USA desku vydala společnost Track Records ve spolupráci s vydavatelstvím Decca Records. Pozdější reedici alba vydala společnost Polydor Records.

## Seznam skladeb
1. „Pure and Easy“ – 5:32
2. „Evolution“ – 3:44
3. „Forever's No Time at All“ – 3:06
4. „Nothing Is Everything (Let's See Action)“ – 6:25
5. „Time Is Passing“ – 3:27
6. „There's a Heartache Following Me“ – 3:23
7. „Sheraton Gibson“ – 2:37
8. „Content“ – 2:58
9. „Parvardigar“ – 6:46

## Obsazení
- Pete Townshend – zpěv, kytara, klávesy, baskytara, bicí, perkuse, harmonika
- Ronnie Lane – zpěv, kytara
- Billy Nicholls – zpěv, kytara
- Caleb Quaye – kytara, baskytara, perkuse